# Salangana zmienna
Salangana zmienna (Collocalia esculenta) − gatunek ptaka z rodziny jerzykowatych (Apodidae). Należy do najmniejszych gatunków salangan. Zamieszkuje wyspy zachodniej części Oceanu Spokojnego – od Celebesu (Indonezja) na wschód przez Nową Gwineę po Wyspy Salomona, tworząc liczne podgatunki. Cechą charakterystyczną salangan są budowane ze śliny jadalne gniazda, które są poszukiwanym towarem kulinarnym.

## Systematyka
Po raz pierwszy zgodnie z zasadami nazewnictwa binominalnego gatunek ten opisał Karol Linneusz w 1758 roku w 10. edycji Systema Naturae. Autor nadał mu nazwę Hirundo esculenta, a jako miejsce typowe błędnie wskazał Chiny, co później poprawiono na wyspę Ambon. Obecnie gatunek zaliczany jest do rodzaju Collocalia.
Systematyka tego gatunku jest bardzo skomplikowana. W starszym ujęciu systematycznym zaliczano do niego ponad 30 podgatunków. Na podstawie badań Rheindt et al. (2017) z C. esculenta wyodrębniono następujące gatunki: salangana wyspowa (C. natalis), salangana białobrzucha (C. affinis), salangana siworzytna (C. marginata), salangana skromna (C. isonota), salangana floreska (C. sumbawae), salangana timorska (C. neglecta), salangana przepasana (C. uropygialis).

### Podgatunki i zasięg występowania
Międzynarodowy Komitet Ornitologiczny (IOC) wyróżnia obecnie 17 podgatunków C. esculenta:
- C. e. minuta Stresemann, 1925 – wyspy Tanahjampea i Kalao (obok Celebesu)
- C. e. esculenta (Linnaeus, 1758) – środkowy i południowy Celebes przez wyspy Banggai i Sula po środkowe i południowe Moluki
- C. e. manadensis Salomonsen, 1983 – północny Celebes do wysp Sangihe i Talaud
- C. e. spilura G.R. Gray, 1866 – północne Moluki
- C. e. amethystina Salomonsen, 1983 – wyspa Waigeo (u wybrzeży północno-zachodniej Nowej Gwinei)
- C. e. numforensis Salomonsen, 1983 – wyspa Numfoor (u wybrzeży północno-zachodniej Nowej Gwinei)
- C. e. nitens Ogilvie-Grant, 1914 – Nowa Gwinea, wyspy przy jej zachodniej części, Yapen, Karkar. Obejmuje wcześniej wyróżniany podgatunek erwini.
- C. e. misimae Salomonsen, 1983 – Luizjady, Wyspy Trobrianda, wyspa Woodlark, być może także Wyspy d’Entrecasteaux
- C. e. tametamele Stresemann, 1921 – Nowa Brytania, Long Island, wyspy Witu i Tolokiwa (Archipelag Bismarcka)
- C. e. stresemanni Rothschild & Hartert, 1914 – Wyspy Admiralicji
- C. e. heinrothi Neumann, 1919 – Nowa Irlandia, Nowy Hanower i Djaul (centralny Archipelag Bismarcka). Obejmuje proponowany podgatunek kalili uznany za młodszy synonim.
- C. e. spilogaster Salomonsen, 1983 – wyspy Tabar i Lihir (północno-wschodni Archipelag Bismarcka). Wcześniej do tego taksonu zaliczano podgatunek hypogrammica.
- C. e. hypogrammica Salomonsen, 1983 – wyspa Nissan (na północny zachód od Wyspy Bougainville’a)
- C. e. lagonoleucos Schodde, Rheindt, & Christidis, 2017 – Buka, Wyspa Bougainville’a, wyspy Shortland (północno-zachodnie Wyspy Salomona)
- C. e. becki Mayr, 1931 – środkowe i północno-wschodnie Wyspy Salomona
- C. e. makirensis Mayr, 1931 – wyspa San Cristóbal (południowo-wschodnie Wyspy Salomona)
- C. e. desiderata Mayr, 1931 – wyspa Rennell (południowe Wyspy Salomona).

## Morfologia
Cechy gatunku
Salangana zmienna, podobnie jak inne gatunki z rodziny jerzykowatych, jest niewielkim ptakiem pokrojem przypominającym jaskółkowate. Od jaskółek różni ją inna budowa skrzydeł. W rzeczywistości są one krótkie i mocno umięśnione, a ich niezwykła długość zewnętrznie przypominająca jaskółcze osiągnięta jest głównie poprzez silnie wydłużone i wygięte łukowato lotki. Skrzydła w stanie spoczynku krzyżują się, sięgając poza sterówki ogona. Wierzch i skrzydła ciemne do barwy czarnej, z niebieskawym pobłyskiem. Pierś i ogon również ciemne, jaśniejszy brzuch i boki aż po kolor biały. Nogi słabe i krótkie, zakończone silnymi, chwytnymi palcami, służącymi do czepiania się skalnych półek.
Wymiary średnie
Długość 9–10 cm, długość skrzydła 9–10 cm. Masa ciała 5–11 g.

## Ekologia i zachowanie
Biotop

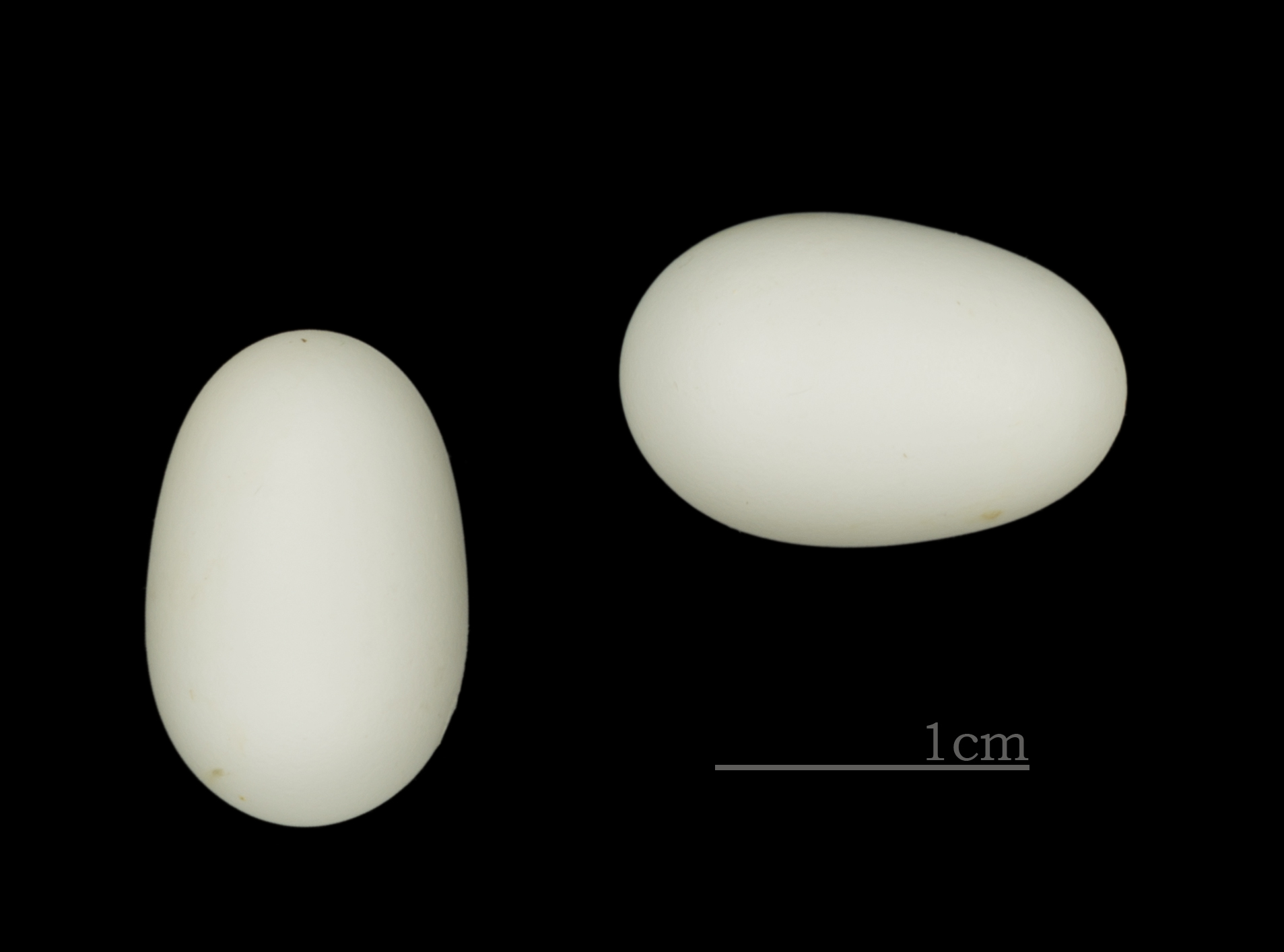
Jaja z kolekcji muzealnej

Zamieszkuje różne środowiska, preferując jednak otwartą przestrzeń. Gniazduje kolonijnie, często wśród opuszczonych zabudowań mieszkalnych lub przemysłowych.
Pożywienie
Chwytane w locie owady.
Gniazdo
Salangany znane są przede wszystkim ze swoich nietypowych gniazd, budowanych ze śliny dorosłych ptaków. Salangana zmienna należy do gatunków budujących gniazda z dodatkami roślinnymi (gniazda czarne), co zmniejsza ich wartość handlową. Ślina salangany w zetknięciu z powietrzem szybko zastyga, tworząc trwały budulec. Gniazdo budowane jest warstwami, przytwierdzone do ściany skalnej lub budynku, tworzy koszyczek w kształcie ćwiartki kuli.
Rozmnażanie
Do zbudowanego wspólnie przez parę gniazda samica składa zazwyczaj dwa, białe i podłużne jaja. Wysiadują obydwoje rodzice. Młode karmione są owadami.

## Status
Międzynarodowa Unia Ochrony Przyrody (IUCN) stosuje starsze ujęcie systematyczne (sprzed podziału) i uznaje salanganę zmienną za gatunek najmniejszej troski (LC – Least Concern).